# Episodi de Il commissario Zorn (terza stagione)
La terza stagione della serie televisiva Il commissario Zorn è stata trasmessa in anteprima in Germania dalla ZDF tra il 2 maggio 2003 e il 6 giugno 2003.
| nº | Titolo originale      | Titolo italiano | Prima TV Germania | Prima TV Italia |
| -- | --------------------- | --------------- | ----------------- | --------------- |
| 1  | Die Zeugin            |                 | 2 maggio 2003     |                 |
| 2  | Stadt, Land, Mord     |                 | 9 maggio 2003     |                 |
| 3  | Heimlich beobachtet   |                 | 10 febbraio 2003  |                 |
| 4  | Der Traum vom Glück   |                 | 23 maggio 2003    |                 |
| 5  | Absender unbekannt    |                 | 30 maggio 2003    |                 |
| 6  | Tödliches Wiedersehen |                 | 6 giugno 2003     |                 |